# Tejen
Mesquita sob construção em Tejen, Província de Ahal, Turcomenistão, em maio de 2018
Tejen (ou Tedzhen) é uma cidade no Turcomenistão localizada ao lado de um oásis.
É localizada na latitude norte 37.3786 e longitude leste 60.4961 com uma altitude média de 161 metros.
Sua população é de aproximadamente 52.000.